# 名 (単位)
名（みょう）は平安時代から中世の国衙領や荘園において徴税のために設けられた単位。
かつては、名に編まれた田地を名田と称し、「名＝名田」という図式のもとに論じられてきたが、平成期以降においては「名」の概念と「名田」の概念の間のずれの存在が指摘されるようになり、両者は区別して考えられるようになっている。

## 概要
「名」という概念が登場したのは、平安時代前期の9世紀中期に作成された貞観元年12月25日（860年1月21日）付「元興寺領近江国依智荘検田帳」（『東大寺文書』）である。この文書によれば「家継之名」が以前より未進が多いことが問題視されている。ここで登場する名は徴税のための単位と考えられ、公地公民制が崩れるとともに、本来口分田や墾田の耕作者として田籍や田図に載せられていたものが変質していき、同様に進行していた租庸調制の不振によって代わって正税や出挙が一種の地税として扱われるようになったことが背景にあったとされている。10世紀に入ると、調や官物なども名を単位として賦課・徴収されるようになる。また、有力な農民である田堵が名ごとに公田の経営を請け負って租税納入の責任者となったこれを負名と呼ぶ。また、その中でも特に大きな規模を持つ名を別名と称した。11世紀末に入ると荘園においても名の導入が進むことになり、荘園内を複数の名に分けて有力な農民を年貢・公事納入の責任者とした。こうした名を百姓名・公事名と呼び、その責任者を名主と称した。特に畿内では荘園内の百姓名の規模の均等化が進められ、これを均等名と称した。一方、別名は小規模な形態の百姓名（公事名）と区別されて、領主名と呼ばれるようになった。鎌倉時代後期から南北朝時代になると、年貢や公事は名主を通さず、直接耕作者から領主に納入されるようになり、領主側も名主以外の個々の小農民を把握するようになった。その場合、名主を長とする旧来の名（旧名・本名）に対して小農民の名を脇名・新名などとも呼ばれたが、基本的には旧来の名に基づいた基本単位が実態は形骸化していても守られていた。名が完全に消滅するのは戦国時代を経た後の太閤検地によるものであった。
かつては、名と名田とは区別されず、同一のものとみなされてきた。また、名＝名田には人名が冠されていたことから、その人名をその名＝名田の所有者と解されてきた。そのため、戦後しばらく経つまで名について次のような解釈がされていた。すなわち、名＝名田は律令制における公地公民制の崩壊に伴って土地に対する私有権が発生したことによって成立し、その所有者である名主が自らの名前を冠して命名し、その下に家族や下人などを用いてその経営を行ってきたとするものである（「名田経営論」）。この説に分かりやすい考え方であるとして名＝名田に関する通説とされてきた時代があった。だが、1950年代以後の研究の進展に伴って平安時代にみられる「名」は請作権もしくはその対象地としての意味しか有しておらず、平安時代末期から鎌倉時代にかけて登場する私有権・私有地としての性格を持つ「名田」とは異なるとする見方が出されるようになり、名と名田の両者を区別して用いられ、今日では「名」は複数の経営体からなる徴税の組織・単位とする説が通説となっている。更に一般の農民が名主と成り得た百姓名（公事名）と大規模でその名主は一般の農民と同一視できない領主名を区別すべきとする考え方も現れた。そして、1つの名を複数人が経営している事例や1人の耕作者が複数の名に属している事例なども確認され、名と名田・土地所有・経営は切り離して考えられるべきとされ、名田経営論は成り立たないとみなされるようになった。だが、こうした研究の進展も均等名などの形態が導入された畿内の「名」と導入されず領主名の下で畿内の名主級に相当する農民が耕作している事例も存在する地方の「名」を同じ定義・枠内で嵌められるのか？という問題点には十分には応えきれていないのが現状である。

## 地名

### 香川県
- 香川県三豊市高瀬町新名

### 福岡県
- 楠名
- 女原（みょうばる）

### 長崎県
肥前国佐賀藩領・島原藩領の一部（現在の長崎市のうち橘湾沿岸地域および長崎半島の一部地域、諫早市の大部分、島原半島一帯）においては、市町村下の行政区画である字（あざ）の単位として「○○名」が用いられる。更に島原半島一帯では、名の地名を甲乙丙丁戊…の十干へ置き換える表記も存在する（例：深江町「大野木場名」→「戊」）。長崎市や旧諫早市域、旧島原市域では、前近代的なイメージを持つ「名」を都会的なイメージを持つ「町」に変更している。
なお、公的な文書等で「名」の区域を「大字」と記載している場合があるが、これは便宜上の区域であり、実際には大字と小字の中間の区域にあたるため、大字ではない事に留意されたい。

#### 長崎市
- 長崎市では全域で町名変更を実施している[5]。長崎市の地名を参照。
  - 日見
  - 茂木
  - 東長崎
  - 野母崎
  - 三和

#### 諫早市
- 諫早市の地名を参照。

#### 島原市
- 島原市の地名を参照。

#### 雲仙市
- 雲仙市#地名を参照。

#### 南島原市
- 南島原市#地名を参照。

### 熊本県
- 熊本県上益城郡山都町 下名

### 大分県
- 大分県杵築市余名（よ — ）

### 宮崎県
- 宮崎県宮崎市高岡町 浦之名

### 鹿児島県
- 鹿児島県出水市野田町 下名
- 鹿児島県姶良市 下名
- 鹿児島県いちき串木野市 上名
- 鹿児島県薩摩川内市入来町 浦之名
- 鹿児島県薩摩郡さつま町 求名
- 鹿児島県鹿児島市 本名町（吉田町本名）
- 鹿児島県鹿児島市喜入中名町（喜入町 中名）
- 鹿児島県鹿屋市吾平町 上名

#### 大島郡
- 秋名
- 阿木名
- 武名
- 糸木名
- 阿布木名, 西阿木名
- 知名
- 正名
- 手々知名[6]